# Неоваскулген
Неоваскулген — генотерапевтический препарат для лечения ишемии нижних конечностей атеросклеротического генеза, включая хроническую ишемию нижних конечностей, в том числе критическую. Механизм действия базируется на терапевтическом ангиогенезе. Препарат представляет собой кольцевую ДНК (плазмиду) с геном VEGF 165 (VEGF — Vascular Endothelial Growth Factor), кодирующим синтез фактора роста эндотелия сосудов, а также с промотором цитомегаловируса. Препарат разработан компанией ИСКЧ, и 28 сентября 2011 года был включен в государственный реестр лекарственных средств для медицинского применения РФ. Сертификация первых серий Неоваскулгена была произведена в конце сентября 2012 года.
Препарат "Неоваскулген" может использоваться для ангиогенной ген-активации имплантируемых материалов на основе октакальциевого фосфата и микроволокнистого поликапролактона.